# Jean Baptiste Charles Baurot
Jean Baptiste Charles Baurot, né le 26 mai 1773 à Thuret en Auvergne et mort le 11 février 1847 à Saint-Germain-en-Laye, est un général de brigade français.

## Biographie

### Origines et carrière sous la Révolution française
Fils de Jean Borot et Martine Grenet, Jean-Baptiste Baurot est orphelin de père à l'âge de 10 ans. Par le biais du curé de la paroisse, il apprend à lire, écrire, compter, ainsi que le latin. A la Révolution, il est placé chez un drapier à Clermont-Ferrand. Il s'engage en tant que fourrier en 1793 lors de la levée en masse des 300 000 hommes dans le 4e bataillon des volontaires du Puy-de-Dôme. Il combat en tant que capitaine l'insurrection de Lyon en septembre 1793, puis participe au siège de Toulon à la fin de la même année dans lequel Napoléon Bonaparte se fait remarquer.
Il rejoint l'armée d'Italie où il défend les côtes du Midi et participe à la prise d'Oneille et de Saorgio en avril 1794 où il se fait remarquer. Du 5e bataillon des volontaires du Puy-de-Dôme, il incorpore la 117e demi-brigade de l'armée d'Italie pour être employé en qualité de capitaine adjoint aux adjudants généraux auprès de l’état-major de l'armée d'Italie. Le 22 août 1794, il est employé à l'armée d'Italie dans le génie du fort d'Antibes, puis de mars à fin août 1795, il est appelé à Nice comme adjoint aux adjudants-généraux, puis comme adjoint de l'adjudant-commandant Duprat et enfin comme adjoint du commissaire ordonnateur Leroux dans le bureau militaire des représentants du peuple.
Le 7 mars 1796, Baurot intègre le cabinet particulier de Louis-Alexandre Berthier, chef d'état-major de l'armée d'Italie, en tant qu'officier de liaison. Il quitte le 2 avril Villefranche aux côtés du général de division Berthier et du général en chef Bonaparte. Il suit de près Berthier et participe à la victorieuse première campagne d'Italie. Durant l'offensive autrichienne du mois d'août, son cheval est blessé sous lui durant le combat ; puis, durant la bataille d'Arcole, la colonne d'attaque où il se trouve est tirée quasiment à bout portant. Son cheval est tué au moment où il met le pied à terre.
Baurot rentre en France le 21 mars 1797 sous les ordres du général Cervoni. Il est intégré en tant qu'aide de camp aux commandements territoriaux de division militaire de l'armée d'Angleterre. Il prend la tête de la 2e division militaire à Mézières, puis celle de la 24e à Bruxelles en 1799.
Pour la deuxième campagne d'Italie, il suit le général Cervoni en Corse dans le but de rejoindre les côtes de Sardaigne. Le projet échoue. Le 20 juillet 1800, Baurot est envoyé à Milan porter les dépêches au quartier général de l'armée d'Italie. Ne recevant plus de nouvelles de son chef, il demande un nouveau poste et obtient le commandement de la 5e compagnie au 10e régiment de hussards le 22 novembre 1800 sous la houlette du général Lasalle. Il participe à la victoire de Pozzolo, puis à la prise de Vérone le 3 janvier 1801.
Au printemps 1801, il participe à la première incursion en Espagne pour venir en aide aux Espagnols contre les Portugais. La guerre des Oranges est déjà terminée quand il arrive. Le 6 septembre 1801, Baurot est capitaine et aide de camp au 10e régiment des hussard auprès du général Mermet. Après quelques mois dans la péninsule, il s'est lié d'amitié avec Lasalle. Il décide d'ajouter Charles à son prénom en son souvenir au moment de rentrer en France au printemps 1802. Il suit Mermet en tant qu'aide de camp à l'état-major au commandement de l'Hérault, du Tarn, du Gard et de l'Aube. Dans les commandements territoriaux, il est appelé à la 9e division militaire d'Albi et de Nîmes, puis dans la 18e à Troyes et enfin dans la 2e à Mézières.

### Au service de Napoléon
Le 24 mars 1805, Baurot obtient l'emploi de chef d'escadron de la cavalerie légère et est rattaché au 5e régiment de hussards, dit l'« Infernal », du colonel Schwarz. Le 18 octobre, il rejoint le général Mermet à la cavalerie de réserve destinée au commandement d'une division de dragons de l'armée d'Italie dans le Véronois, sous les ordres du maréchal Masséna. Il participe à la bataille de Caldiero contre l'archiduc Charles le 30 octobre, puis à la poursuite des troupes autrichiennes jusqu'en Carinthie.
À la suite de la paix de Presbourg, la division de dragons se porte dans le royaume de Naples et Baurot est cantonné dans les Calabres. Il y exerce les fonctions intérimaires de chef d'état-major de la division. La prise du royaume de Naples par Napoléon Ier et le placement de son frère Joseph à sa tête a pour conséquence que Jean-Baptiste est versé au service du royaume. Au mois de juin 1806, les soulèvements dans les Calabres nécessitent des renforts pour protéger les voies de communication. Baurot fait face à la « petite guerre » (pas encore nommée guérilla). Le corps expéditionnaire dont il fait partie marche sur Cosenza, prend d'assaut le poste fortifié de Roccagloriosa où il se fait remarquer. Il se bat dans des conditions extrêmes, et au mois d'octobre 1806, il rentre à Naples avec son général atteint d'une fièvre endémique. Il part pour Milan où Mermet est chargé de réorganiser les dragons dont la majeure partie a été décimée durant cette campagne. Baurot reste en place au dépôt jusqu'en 1808 où il s'occupe essentiellement de la remonte.
Du fait de l'ouverture des hostilités avec le Portugal à la suite du blocus continental, Baurot part pour la péninsule Ibérique le 18 septembre, au moment du gigantesque transfert de troupes de 200 000 hommes. Il rejoint les unités de Ney derrière la ligne de l'Ebre. Alors que les troupes campent aux environs de Briviesca, Baurot est nommé adjudant-commandant (colonel d'état-major) le 14 novembre 1808. Il est également nommé chef d'état-major de la 2e division du général Mermet, sous les ordres du maréchal Soult. Il est également admis dans l'ordre de la Légion d'honneur le 18 novembre. Il est remarqué par Soult durant la bataille de la Corogne où, en plaçant avantageusement un canon, il tue le commandant en chef britannique John Moore et blesse grièvement le général David Baird. Il participe à la première expédition dans le nord du Portugal. Le 21 janvier 1809, la division Mermet force la place de Santander. Le 23, Soult envoie Baurot parlementer auprès des autorités pour sommer de se rendre. Il se présente face à une population et des soldats en révolte. Il a la vie sauve uniquement grâce à l'intervention du capitaine de vaisseau espagnol Laborde. Il participe activement à la prise de Porto le 29 mars 1809, où la division Mermet occupe le faubourg de Villanova. Le 5 et 6 mai, il s'avance jusqu'à Abergaria Nova mais l'armée doit se retirer rapidement face à une levée en masse du général britannique Arthur Wellesley.
Baurot se rend auprès du général Merle à Zamora par décret du 15 juillet 1809 pour remplir les fonctions de chef d'état-major de la 1re division du 2e corps d'armée. En avril 1810, il prend la fonction d'adjudant-commandant sous les ordres du général Mermet et celle de chef d'état-major du 2e corps d'armée. Le 26 septembre, le colonel Baurot a le flanc gauche labouré d'une balle qui brisa le pommeau de son sabre et lui fait une blessure à la main droite durant la bataille de Buçaco. Il se trouve aux portes de Lisbonne, sous les lignes de Torres Vedras au mois de septembre. Alors que l'armée entame sa retraite début 1811, la disette est à son paroxysme. Baurot est élevé au grade d'officier dans l'ordre de la Légion d'honneur le 6 avril. Il prend part aux vaines tentatives des Français pour conserver les forteresses d'Almeida et de Ciudad Rodrigo en avril et en mai.
Au moment de la réorganisation de l'armée, Baurot est nommé chef de l'état-major de la 3e division du général Ferey, sous les ordres du maréchal Marmont. Il est élevé au rang de chevalier de la Légion d'honneur le 18 novembre 1811. Durant la bataille des Arapiles le 22 juillet 1812, il sauve les débris de la division Ferey. Il se confronte à la guérilla le 26 juillet dans le bourg de Mojados, puis s'empare le 27 septembre de Valladolid. Au moment de l'évacuation de l'Espagne, Jean-Baptiste est appelé au poste de chef d'état-major de la cavalerie de l'armée. Il tombe malade à ce moment-là à la suite des multiples privations des dernières années dans la péninsule. Au moment de la création de l'armée des Pyrénées, il est provisoirement nommé chef d'état-major de la 8e division du général Taupin. S'ensuit une retraite difficile sur le territoire français. Le 22 septembre 1813, Jean-Baptiste prend la place de général de brigade et est appelé au commandement de la 2e brigade de la 4e division Conroux. C'est à cette occasion que Jean-Baptiste avec trois bataillons reprend par surprise la redoute Sainte-Barbe dans la nuit du 12 octobre, faisant 200 prisonniers. Mais les coalisés étant trop nombreux, la défense doit se retirer. Baurot passe aux ordres du général Clauzel et est nommé chef d'état-major de l'aile droite. À la suite de la bataille des Pyrénées, la division Harispe est formée. Jean-Baptiste est nommé général de brigade le 13 décembre 1813. Durant la bataille d'Orthez le 27 février 1814, Jean-Baptiste défend ardemment le passage du pont avec deux bataillons. Une baille ricoche sur l'un de ses boutons. Au moment de la bataille de Toulouse du 10 avril, alors qu'il défend la redoute des Augustins sur le plateau du Calvinet, un canon vient lui arracher sa jambe droite. Il est opéré par le chirurgien Dominique Larrey. Aux derniers jours de cette retraite, il est fait officiellement prisonnier des Anglais avec le général Harispe, lui-même amputé du pied droit.

### La restauration

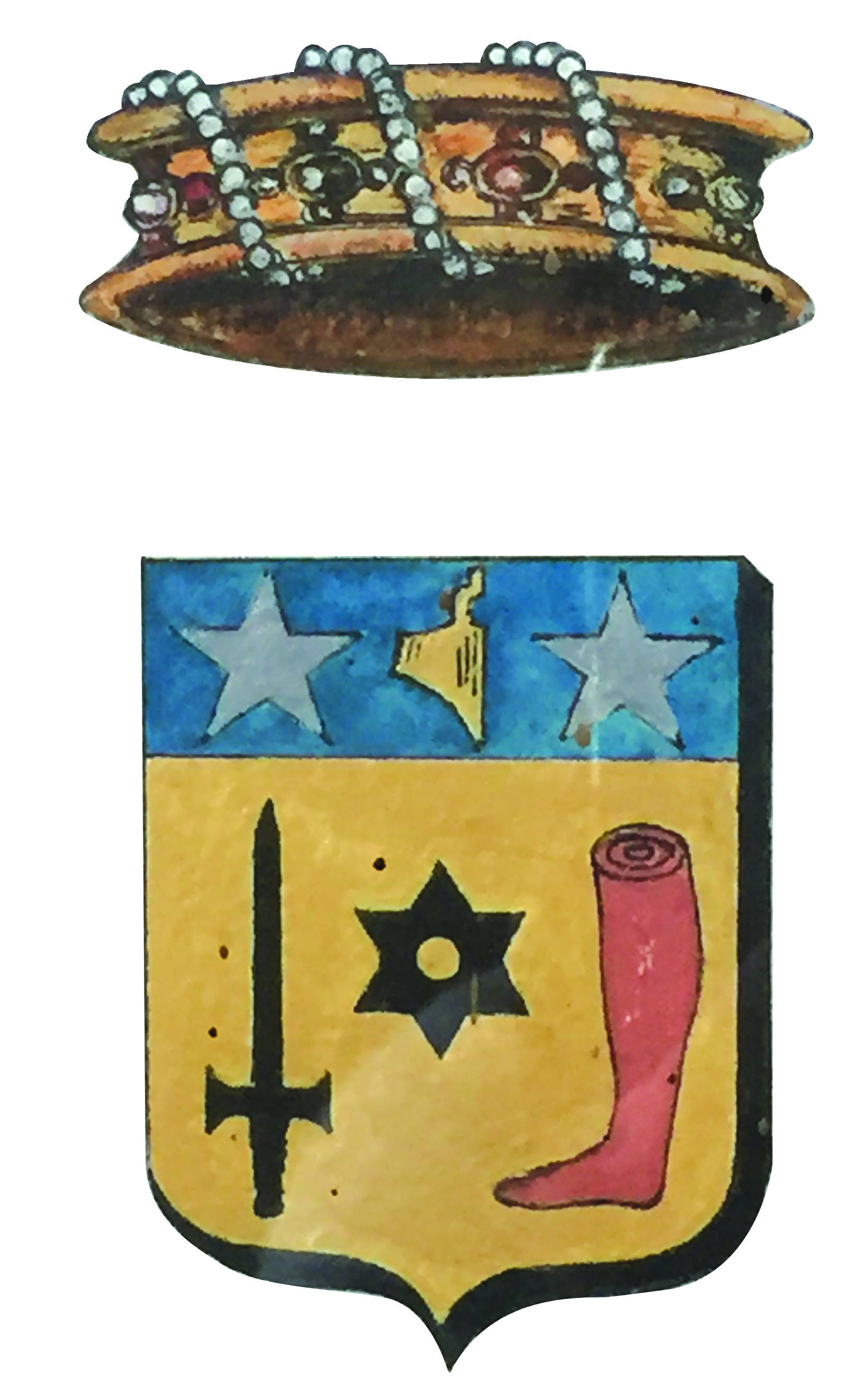
D’or à une molette d’éperon de sable, adextrée d’une épée en pal de même et senestrée d’une jambe coupée au naturel ; chef d’azur, chargé d’un soc de charrue d’or accompagné de deux étoiles d’argent. L’écu timbré d’une couronne de baron. Réalisation du blason : Philippe Vidal

Après avoir été soigné à Bagnères-de-Luchon et affublé d'une jambe de bois, il prend la tête de la place de Bayonne sur la recommandation du duc d'Angoulême. il reçoit la croix de chevalier de l’ordre de Saint-Louis le 13 août 1814, obtient le 24 octobre la cravate de commandeur dans l'Ordre royal de la Légion d'honneur.Le 31 décembre 1814, le général Baurot est fait baron par Louis XVIII. 

### Les Cent-Jours et la seconde Restauration
À la suite d'une dénonciation calomnieuse, Jean-Baptiste doit quitter le commandement de la place pour Paris. Il est soupçonné d'avoir voulu remettre Bayonne aux royalistes espagnols. L'affaire, instruite par Clauzel ne donne pas suite. Baurot semble de toute confiance et est remis en activité. Mais avec la seconde Restauration, il est mis une première fois à la retraite forcée du fait qu'il est mutilé. Après avoir sollicité son Altesse Royale Monseigneur le duc d'Angoulême, il obtient son replacement à la tête de la place de Bayonne du 25 juin 1817 jusqu'au 1er janvier 1820 où il est admis de nouveau à la retraite.

### Retraite bourgeoise
Jean-Baptiste obtient de jouir de son titre de baron le 11 juin 1819 avec règlement d'armoiries. Il épouse le 7 octobre 1819 Obdulia Figuero Neyra, fille de Sieur Tomas Figuero Cuesta, procureur de la Chancellerie, et de Maria de la Porteria Neyra, exilés d'Espagne. Leur fille unique Louise Adèle Valérie Catherine Aimée Baurot naît le 26 mars 1821. Ils habitent un temps à Bordeaux avant d'emménager à Talence en 1823 où ils vivent jusqu'en 1830.

### École militaire de La Flèche et fin de carrière
Avec l'arrivée au pouvoir de Louis-Philippe, Jean-Baptiste obtient par le biais du maréchal Soult la direction du collège militaire de la Flèche de 1831 à 1834. Il en profite pour remanier l'organisation, ajoute aux classes d'humanités des études scientifiques, des chaires de mathématiques spéciales, de philosophie, de physique et d'anglais. Le point d'orgue est la construction d'un gymnase et d'un bassin de natation sur les plans du colonel Amoros et sous la direction de M.H. Breton. C'est une réelle innovation dans le système éducatif et fait du Collège Royal l'établissement d'éducation le plus complet de France de son temps.
Il réside un temps à Neuilly-sur-Seine avant de prendre le commandement de l'Orne de 1835 à 1836. Puis il est placé dans le cadre de réserve et prend définitivement sa retraite à l'âge de 63 ans.

### Les honneurs
Il est fait Grand Officier de la Légion d'honneur le 20 avril 1843.
Il fait partie des 660 personnalités à avoir son nom gravé sous l'arc de triomphe de l'Étoile (29e colonne).

### Fin de vie

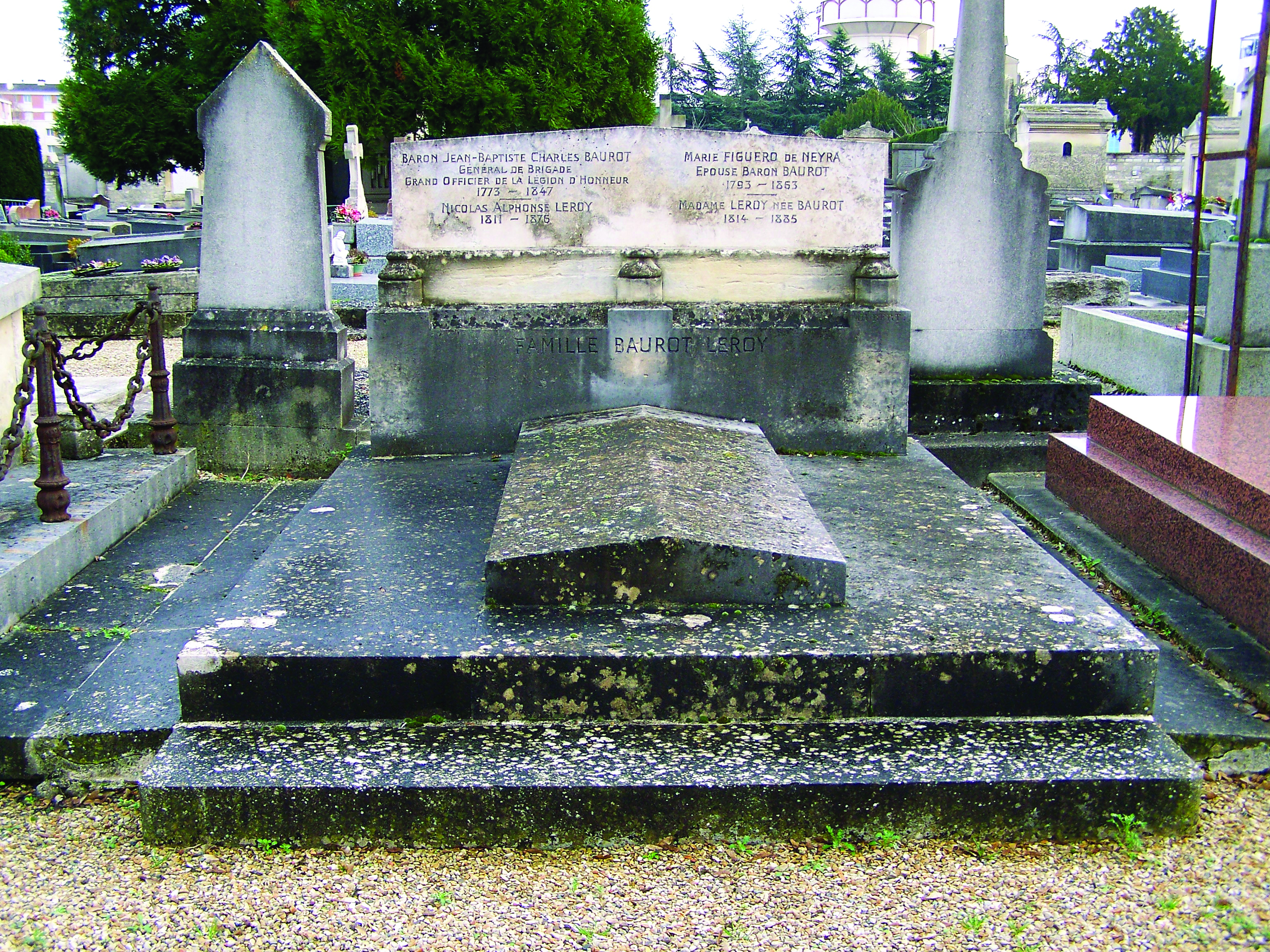
Sépulture du général-baron Baurot au cimetière de Saint-Germain-en-Laye.

Il réside à Saint-Germain-en-Laye quand il décède le 11 février 1847 des suites d'une embolie. Il repose au cimetière de la ville avec sa femme, sa fille et son gendre.

## Sources
- « Cote LH/146/59 », base Léonore, ministère français de la Culture
- Brayauds et Combrailles n° 151, 152, 153, 154, 155 et 156, auteure Gaëlle Chazal Sainte-Marie